# Bastia Umbra
Bastia Umbra település Olaszországban, Umbria régióban, Perugia megyében. Lakosainak száma 21 199 fő (2023. január 1.). Bastia Umbra Assisi, Bettona, Perugia és Torgiano községekkel határos.

## Népesség
A település népessége az elmúlt években az alábbi módon változott:
| Lakosok száma | 21 884 | 21 773 | 21 199 |
|               | 2015   | 2018   | 2023   |